# Coropuna
El nevado Coropuna és la tercera muntanya més alta del Perú, amb una alçada de 6.425 msnm. És uns 150 km al nord-oest d'Arequipa, la segona ciutat més poblada del Perú. Aquest estratovolcà està recobert de gel, i al seu cim posseeix un altiplà de 12 x 20 km, amb sis cons volcànics. El cim veritable és a l'extrem nord-oest de l'altiplà, si bé el cim sud-oest té un alçada similar o fins i tot una mica major depenent del gruix de la capa de gel. Una gelera permanent d'uns 130 km² cobreix la regió superior, estenent-se fins a una alçada de 5.300 m al vessant nord i 4.800 m al vessant sud. El nom «Coropuna» significa «reflex a l'altiplà» en quetxua. S'han trobat restes de vestigis inques a una altura de 6.000 m, cosa que confirma l'activitat dels habitants precolombins a la regió.

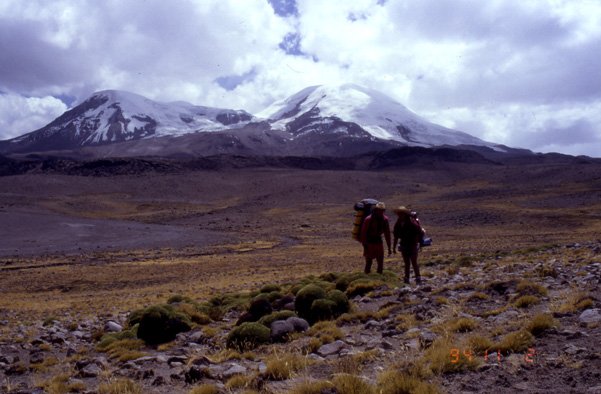
Coropuna, cim principal a l'esquerra, la Casulla a la dreta.
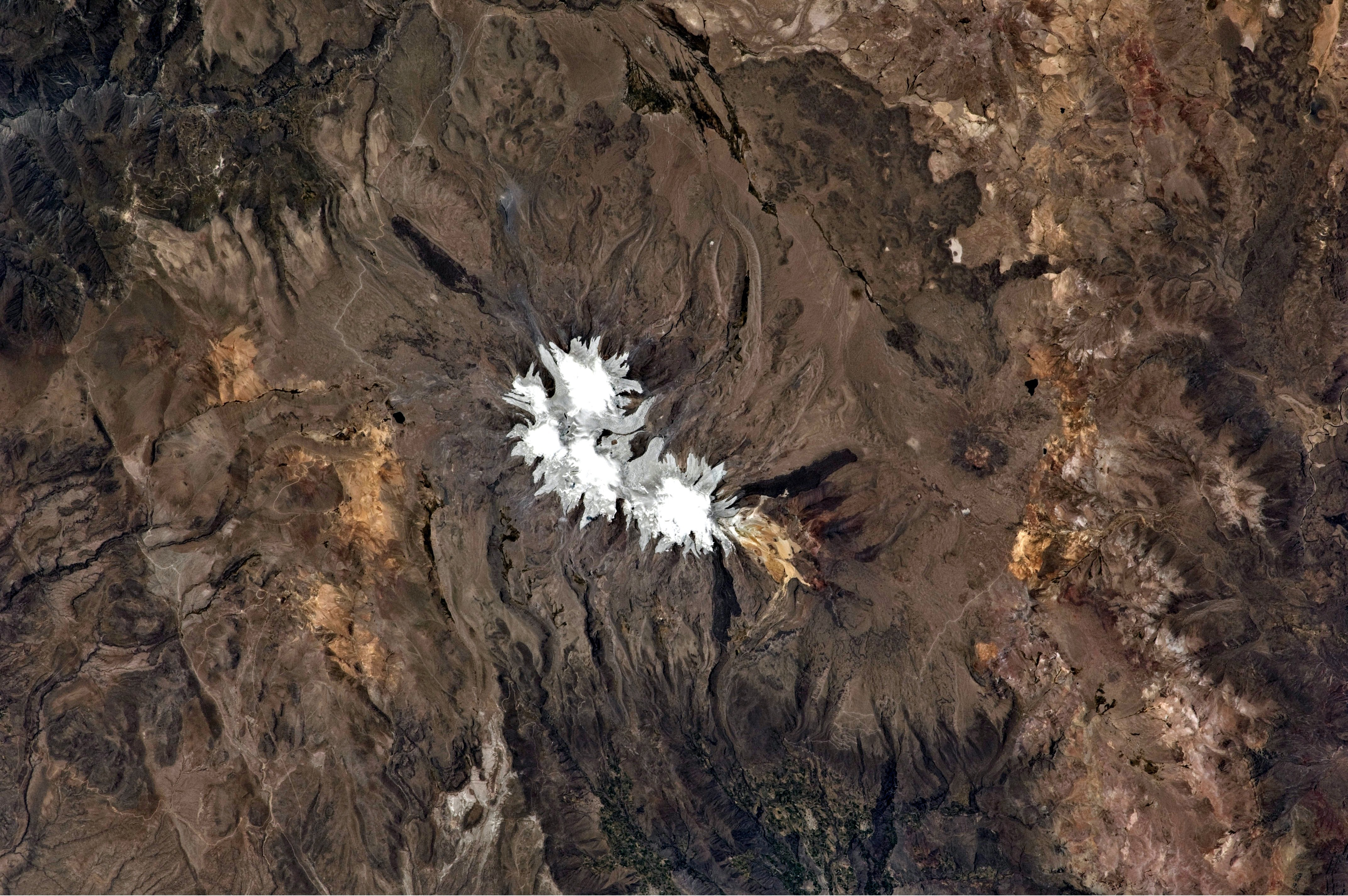
Coropuna des de l'Estació Espacial Internacional.
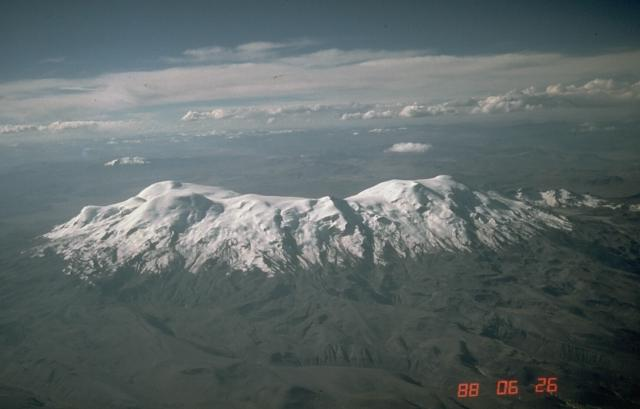
Foto aèria del Nevado Coropuna des del sud, amb el cim veritable a l'esquerra.